# Dickinson (Texas)
Dickinson é uma cidade localizada no estado norte-americano do Texas, no Condado de Galveston.

## Demografia
Segundo o censo norte-americano de 2000, a sua população era de 17.093 habitantes.
Em 2006, foi estimada uma população de 18.018, um aumento de 925 (5.4%).

## Geografia
De acordo com o United States Census Bureau tem uma área de
25,4 km², dos quais 25,0 km² cobertos por terra e 0,4 km² cobertos por água. Dickinson localiza-se a aproximadamente 9 m acima do nível do mar.

## Localidades na vizinhança
O diagrama seguinte representa as localidades num raio de 12 km ao redor de Dickinson.